# Quintino Sella
ritornando nei suoi intervalli alla scienza e conservando sino agli ultimi giorni la passione delle Alpi e delle miniere, senza chiedere alla Nazione né premio, né giustizia per la propria opera»
(Alfredo Oriani )
Quintino Sella (Sella di Mosso, 7 luglio 1827 – Biella, 14 marzo 1884) è stato uno scienziato, politico e alpinista italiano.
Fu tra i patrocinatori della Banca Biellese, fondata nel 1869, di cui suo fratello (l'imprenditore Giuseppe Venanzio Sella) fu il primo presidente.

## Biografia
Quintino Sella nato nel 1827 nella frazione Sella di Valle Superiore del comune di Mosso, in provincia di Biella, era l'ottavo dei venti figli di Maurizio e di Rosa Sella. La famiglia era attiva nel settore della lavorazione della lana fin dal Seicento, ma non mancavano professioni liberali e vocazioni religiose.
A partire dal 1835 suo padre Maurizio acquisisce gli immobili sulla riva sinistra del torrente Cervo a Biella dalla Congregazione del Santuario di Oropa. Qui all'inizio del Settecento la Congregazione aveva impiantato un albergo di virtù con annessi un filatoio di seta e un lanificio che davano lavoro a ragazze in condizioni difficili. Maurizio vi fonda il suo lanificio, utilizzando i nuovi filatoi meccanici che erano stati importati da oltralpe nel 1817 dal cugino Pietro Sella. Tutta la famiglia si stabilisce in fabbrica, come era d'uso all'epoca.
Dopo la morte di Maurizio nel 1844, la ditta passa ai figli maschi: Gaudenzio, Francesco, Giuseppe Venanzio e Quintino. Dopo la morte di Gaudenzio e la fuoriuscita di Francesco, sarà gestita da Giuseppe Venanzio, coadiuvato dal fratello Quintino sebbene professionalmente impegnato come scienziato e statista. 
Il 29 luglio 1853 Quintino sposa la cugina Clotilde Rey, con la quale avrà sette figli.
Muore il 14 marzo 1884 nella sua abitazione all'interno del lanificio e viene sepolto nel cimitero monumentale di Oropa, a 1.200 metri di altitudine, in una monumentale tomba di famiglia a forma di piramide di pietra di sienite, posta in mezzo a una faggeta.

## Attività scientifica
Il padre, con lo scopo di farne il futuro responsabile della forza motrice e del settore meccanico dell'azienda, indirizzò Quintino agli studi di ingegneria idraulica che seguì all'Università di Torino ottenendo la laurea il 3 agosto 1847. Conseguita la laurea, Quintino accetta la proposta del Regno Sabaudo di frequentare la prestigiosa École des Mines di Parigi per approfondire gli studi in campo minerario.
Durante i tre anni di perfezionamento, che concluderà nel 1851, Quintino fa l'apprendistato visitando le officine dell'Auvergne, le miniere di Pontgibaud in Francia e la regione mineraria dello Harz in Prussia. In seguito effettua numerosi viaggi di studio in Francia, Regno Unito, Germania che avranno un ruolo fondamentale nella sua formazione.
Una lettera del dicembre 1851 mandata da Quintino alla madre da Clausthal, testimonia il suo amore per la mineralogia: “Una passione sola mi cagiona talvolta qualche conforto ed è quella delle pietre. Ho qua occasione di studiare delle bellissime pietre, e ciò mi fa passare qualche ora felice. Non avrei mai creduto che lo studio della natura fosse così allettevole”.
Nel dicembre del 1852 viene nominato professore di Geometria applicata alle Arti presso il Regio Istituto Tecnico di Torino che, grazie al suo attivo interessamento, diventerà Scuola di Applicazione per gli ingegneri nel 1859 (dal 1906 Politecnico di Torino).
Nel 1853 si reca in Savoia come reggente temporaneo di quel distretto minerario e, nel giugno dello stesso anno, riceve dal Ministro della Pubblica Istruzione Luigi Cibrario l'incarico di ordinare la collezione di minerali conservata presso il museo mineralogico dell'Istituto Tecnico di Torino.
Pur mantenendo l'insegnamento della geometria applicata presso l'Istituto Tecnico, alla fine del 1853, Quintino è nominato professore sostituto di Matematica presso l'Università di Torino.
La sua competenza in campo minerario e il suo spirito pratico lo portano a studiare - aderendo all'incarico avuto nel 1854 da Ernesto Ricardi di Netro, uno dei proprietari delle miniere di Traversella - il modo di ottenere in economia la separazione della magnetite dalla pirite cuprifera. In breve tempo Sella progetta e realizza la “cernitrice elettro magnetica”, basata sul principio delle elettrocalamite. Nel 1855 per questa invenzione ottiene un brevetto di privativa per la durata di quindici anni e nel 1862 il modello di questa cernitrice viene premiato con una medaglia d'oro all'Esposizione Universale di Londra.
Nel 1856 è nominato direttore del museo e, in questa veste, dona la sua importante collezione privata di minerali, composta da oltre settemila esemplari, incrementando così la raccolta del museo che raggiungerà i 18000 pezzi complessivi.
Dal 1854 al 1861 si concentrano quasi tutti i suoi lavori scientifici nel campo della cristallografia teorica e di quella morfologica. A riconoscimento dei suoi importanti studi di cristallografia il mineralogista tedesco Johann Strüver nel 1868 dà il suo nome a un nuovo minerale ritrovato in una morena di un ghiacciaio della Savoia, a base di fluoruro di magnesio: la sellaite, da lui descritta per la prima volta nel 1868.
Il primo a riconoscere l'originalità scientifica del suo pensiero nel campo della cristallografia matematica è William H. Miller, docente di Mineralogia presso l'Università di Cambridge. Miller, entusiasta per l'applicazione fatta da Sella dei determinanti al fine di sistematizzare le proprietà della cristallografia geometrica, fa pubblicare il metodo sul Philosophical Magazine nel 1857 e lo riprende successivamente in altre pubblicazioni.
Nel 1865 vengono tradotte in tedesco anche le lezioni di Sella sul disegno assonometrico dei cristalli, le quali, utilizzando solo la geometria elementare, inaugurano un metodo esatto di disegno prospettico dei cristalli utilizzato ancor oggi. Già nel 1861 era stato eletto membro dell'Accademia delle Scienze di Gottinga.
Il ruolo internazionale di Sella tra i padri della cristallografia è definitivamente sancito nel 1906, anno in cui Ferruccio Zambonini cura la pubblicazione in tedesco dei suoi più importanti contributi cristallografici. Il 26 settembre del 1881 pronuncia a Bologna il discorso di apertura della seconda sessione del 1º Congresso internazionale geologico e il 28 settembre fonda con Giovanni Capellini la Società Geologica Italiana. Nel 1882 diviene socio della Società dei Naturalisti in Napoli.
Nelle scienze matematiche apporta perfezionamenti teorici e pratici e diffonde l'uso del regolo calcolatore; contribuisce in Italia alla diffusione del disegno assonometrico.
Il 4 dicembre del 1870, pochi mesi dopo la presa di Roma, Quintino Sella, che era socio dell'Accademia delle Scienze di Torino dal 7 dicembre 1856, diviene socio corrispondente dell'Accademia dei Lincei, membro e socio nazionale il 25 gennaio 1872 e il 1º marzo 1874 è eletto Presidente. Manterrà questo incarico fino al 1884, anno della sua morte. Nel discorso di insediamento egli espone le linee principali del suo programma per lo sviluppo dell'Accademia, proponendo la riforma dello statuto e la suddivisione dei soci in nazionali, corrispondenti e stranieri.
Nel febbraio del 1875 fa approvare il nuovo Statuto dell'Accademia con l'istituzione della classe di Scienze morali, storiche e filologiche. Quest'azione sancisce inoltre il carattere nazionale della stessa e rientra nel piano di trasformazione e di valorizzazione di Roma come capitale d'Italia e come centro scientifico europeo. A fare parte della rinata Accademia dei Lincei vengono chiamati i più grandi scienziati del tempo, come Charles Darwin, Herbert Spencer, Theodor Mommsen. 
L'Accademia inizialmente svolge la sua attività presso il Campidoglio, ma la visione di Sella richiede una sede adeguata: nel 1883 egli la individua in Palazzo Corsini che viene acquistato a tal fine dallo Stato Italiano.
Quintino Sella è anche appassionato cultore di arte, storia, e antichità in generale. Effettua ricerche paleografiche su importanti documenti. A lui e all'archeologo Pietro Rosa si deve l'ideazione dell'acquisto degli Horti Farnesiani al Palatino da parte dello Stato italiano, che nel 1870 li acquistò per 650.000 lire dal deposto imperatore francese Napoleone III.
Nel 1870 trascrive e pubblica la Pandetta delle Gabelle e dei Diritti della Curia di Messina e nel 1875 trascrive e inizia la stampa di una parte degli Statuta Comunis Bugellae, opera successivamente proseguita e portata a termine dal nipote Pietro Sella. 
Trascrive e pubblica anche il manoscritto trecentesco conosciuto come Codex Astensis: rinvenuto a Mantova nel 1842 e passato agli Archivi Imperiali Austriaci di Vienna, il Codex gli fu donato dall'Imperatore austriaco Francesco Giuseppe nel 1876, a seguito del proficuo esito delle trattative per il riscatto delle ferrovie dell'Alta Italia (condotte da Sella in qualità di rappresentante del Regno d'Italia a Vienna). Successivamente Quintino Sella lo presenta alla Accademia dei Lincei e, considerata l'importanza del manoscritto, ne ottiene la pubblicazione.
Si occupa personalmente della trascrizione paleografica con l'aiuto dell'amico Pietro Vayra; pubblica il IV volume nel[1880, mentre i rimanenti tre, oltre all'indice, saranno pubblicati postumi.

## Attività politica

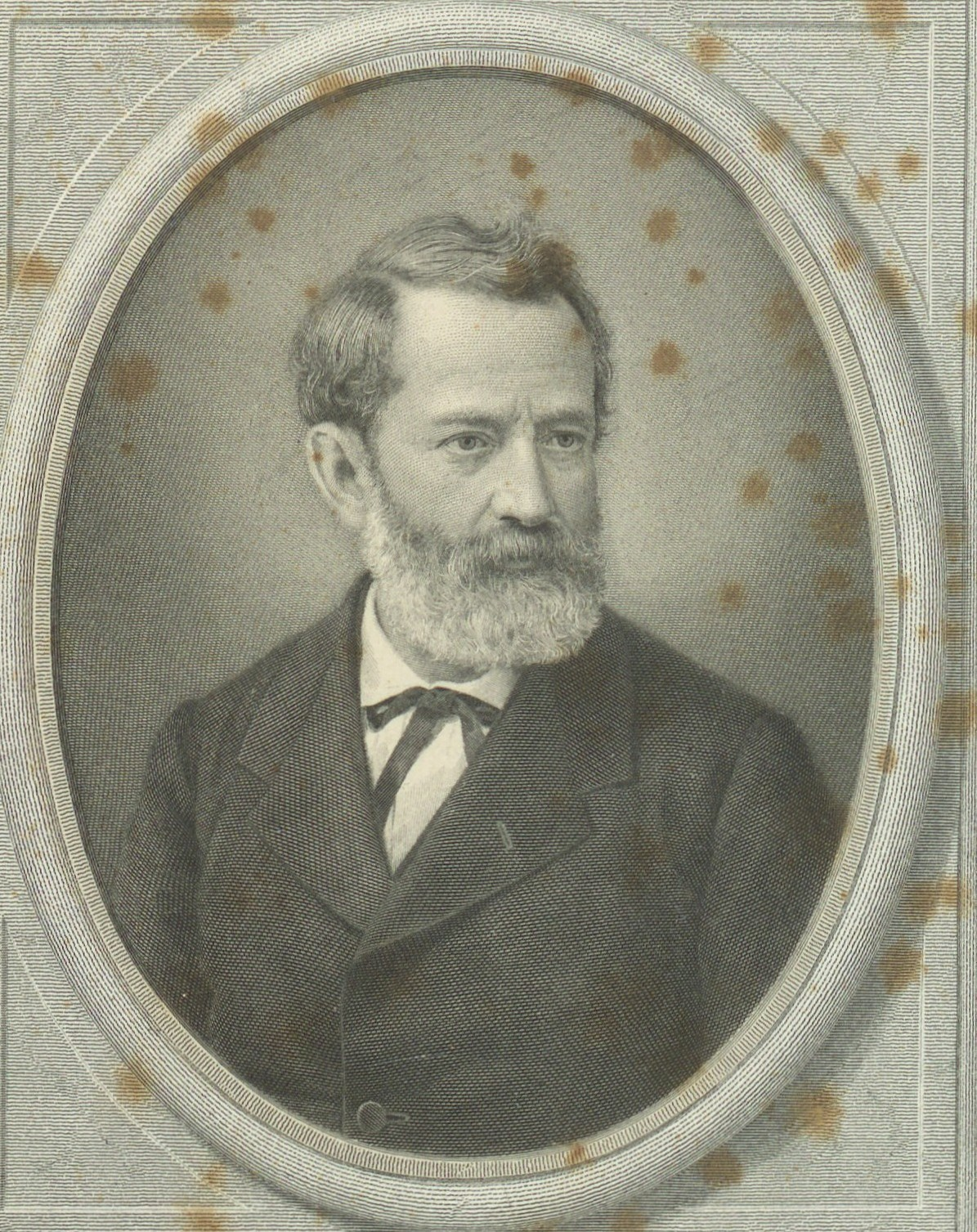
Quintino Sella ritratto da Ludovico Bigola

Rientrato a Torino, nel 1859 fu nominato membro della Commissione per il riordino degli studi universitari (Legge Casati) e, qualche mese dopo, l'11 dicembre, fu nominato membro ordinario del consiglio superiore di Pubblica Istruzione.
Nel marzo del 1860 Camillo Benso lo informa che la sua elezione a deputato del collegio di Cossato sarebbe ben vista dal Governo: da questo momento ha inizio il suo impegno in ambito politico. Si impone subito come uno dei più autorevoli rappresentanti della Destra storica: nel 1861 è segretario generale al Ministero della pubblica istruzione e il 3 marzo 1862 assume il Ministero delle finanze nel Governo Rattazzi che cade l'8 dicembre di quello stesso anno.
Il 27 settembre del 1864 Quintino viene rieletto Ministro delle finanze sotto il nuovo Governo La Marmora. Da qui in avanti, in una fase assai critica gravata dai costi dell'unificazione che rischiano di mandare il nuovo Stato Italiano in default, si dedica al pareggio del bilancio statale, attuando quella necessaria politica di economie e di inasprimenti fiscali sui consumi e sui redditi, ricorrendo talvolta a provvedimenti impopolari. Uno di questi è l'imposta sul macinato che, presentata il 13 dicembre 1865, viene respinta provocando la caduta dello governo stesso.
Nel 1866 è Commissario straordinario del Re a Udine durante la Terza guerra d'indipendenza riuscendo a far mantenere agli italiani il controllo della città fino all'armistizio ufficiale.
Tra le diverse iniziative di cui è promotore, istituisce a Biella nel 1869 la prima scuola professionale pubblica, l'attuale ITIS Q. Sella, e nel 1870 il progetto di legge sottoposto alla Camera e volto all'istituzione delle costituzione delle casse di risparmio postali, da lui ripresentato più volte, che verrà approvato nel maggio del 1875.
Nel 1869 soggiorna due volte in Sardegna in qualità di componente della Commissione Parlamentare d'Inchiesta sulle condizioni dell'isola; a Quintino Sella verrà affidato, come parlamentare di rilievo e studioso di mineralogia d'indiscussa competenza, lo studio sulle condizioni dell'industria mineraria. La sua relazione, l'unica a stampa della Commissione, verrà pubblicata nel 1871. A Quintino Sella è intitolata la piazza principale della città sarda di Iglesias e in essa è ubicata anche una statua che lo rappresenta realizzata da Giuseppe Sartorio.
Dal dicembre del 1869 al luglio del 1873 è di nuovo Ministro delle finanze nel Governo Lanza. Nel 1870 si oppone tenacemente alla volontà del re Vittorio Emanuele II, prima da solo e poi con altri ministri, all'intervento dell'Italia a fianco della Francia nella guerra franco-prussiana. Dopo la sconfitta di Napoleone III, è tra i più accesi sostenitori della presa di Roma e nel 1871 ispira anche la legge delle Guarentigie.
Nel 1872, in una serie di interventi alla Camera, il Sella delinea il grande piano delle opere edilizie di Roma e, nell'agosto del 1873, anno in cui cade il Governo Lanza, viene eletto presidente del consiglio provinciale di Novara, carica che gli verrà riconfermata fino alla fine dei suoi giorni.
Nel 1875 elabora un progetto di convenzione, stipulato lo stesso anno a Basilea, per l'acquisto delle ferrovie austriache nei territori annessi al Regno d'Italia dopo la terza guerra d'indipendenza.
Dal 1876, caduto il ministero Minghetti, ultimo della Destra storica, al potere dalla costituzione del Regno d'Italia, Sella viene nominato capo della Destra, da cui si dimetterà nel 1878 per potersi opporre alla proposta di abolizione della tassa sul macinato.
Nel 1881 Sella riceve dal Re Umberto l'incarico di formare un nuovo esecutivo, ma non riuscendo a costituire una maggioranza di moderati, il tentativo fallisce.
Le sue posizioni laiche, ben evidenti nel programma da lui voluto per i Lincei, gli valsero la fama di Massone. In varie lettere dirette ai figli smentisce però la sua appartenenza alla Massoneria che avrebbe comportato per lui una scomunica “ipso facto”. Comunque, la convinzione che Quintino Sella sia stato massone persiste e il Rito Scozzese Antico e Accettato di Biella, Camera Rituale del Grande Oriente d'Italia di Palazzo Giustiniani, gli intitola la camera del 9º. Anche la comunione di Piazza del Gesù gli ha intitolato una loggia sempre a Biella. Infine la sua tomba, nel Cimitero monumentale di Oropa, è a forma di piramide egiziana. 
Da Casa Savoia ricevette per i suoi grandi meriti il prestigioso ed ambito Ordine Civile di Savoia, decorazione "a numero chiuso".

## Quintino Sella e l'alpinismo
Nel discorso pronunciato agli elettori del paese di Mosso Santa Maria nel 1867, Quintino Sella così ricorda le sue origini pedemontane: “Signori! Si dice che i montanari spiccano per una singolare pertinacia nel loro affetto al luogo natio. Ed io vi confesso che, anche negli anni passati fuori d'Italia, in città popolose ed in studii, fra cui potenti distrazioni non mancavano, oh! quante volte si presentavano alla mia mente le cime della Rovella e del S. Bernardo, note a chi è cresciuto in mezzo a esse, direbbe il Manzoni, come l'aspetto dei suoi famigliari. E più tardi, malgrado che l'andar degli anni e le lotte politiche rintuzzassero la vivacità del sentire, io non seppi mai tornare in questi luoghi con indifferenza”.
Da queste parole si evince l'amore di Quintino Sella per le montagne che ha origine dal luogo in cui è nato, ubicato ai piedi delle cosiddette “prealpi biellesi”: all'età di undici anni aveva compiuto la sua prima ascensione, al Monte Mucrone (2335 m), la cima più rappresentativa dell'area.
Nel 1850, durante il viaggio di istruzione nelle miniere di piombo argentifero di Pontgibaud, presso Clermond Ferrand coglie l'occasione per effettuare l'ascensione al Puy de Dome. Dopo il suo ritorno nel Regno di Sardegna, come ingegnere delle miniere, Quintino visita le miniere dell'arco alpino del Piemonte e della Valle d'Aosta.
Nel 1854 compie una delle prime ascensioni al Breithorn (4164 m) nel gruppo del Monte Rosa, in compagnia del conte Paar, rappresentante austriaco negli Stati Sardi. Durante la discesa, evita la tragedia di tutta la spedizione. Nel suo diario così descrive l'accaduto: “Vi fu un momento in cui scappò un piede al Conte Paar, esso cadde, trascinò la guida che gli stava retro, lasciò scappare il bastone e se io e l'ultima guida non avessimo tenuto saldo poteva succedere una disgrazia”.
Eletto deputato, nell'agosto del 1861, Quintino compie una visita nelle province meridionali, per conto del ministro della Pubblica Istruzione Francesco De Sanctis, al fine di riferirgli sulle condizioni dell'istruzione in quelle zone; da Napoli, il 19 agosto, racconta alla madre Rosa Sella di aver risalito il Vesuvio il giorno precedente e ne descrive lo “spettacolo veramente singolare che vale la pena di essere visto […].”
Nell'agosto del 1863 Quintino compie la prima spedizione tutta italiana al Monviso (la terza in assoluto) a quota 3 841, insieme ai fratelli verzuolesi Paolo e Giacinto Ballada de Saint Robert e al deputato calabrese Giovanni Baracco. Ad essa farà seguire la pubblicazione della lettera Una salita al Monviso all'amico e collega Bartolomeo Gastaldi, segretario della Scuola d'Applicazione per gli ingegneri fondata da Sella nel 1860 al Castello del Valentino di Torino. 
Al termine della relazione della salita, avanza la proposta della fondazione di un Club Alpino in Italia con queste parole: “A Londra si è fatto un Club Alpino, cioè di persone che spendono qualche settimana dell'anno nel salire le Alpi, le nostre Alpi! […] ivi si conviene per parlare della bellezza incomparabile dei nostri monti e per ragionare sulle osservazioni scientifiche che furono fatte o che sono a farsi […] Anche a Vienna si è fatto un Alpenverein […] Ora non si potrebbe fare alcunché di simile da noi? Io crederei di sì […]”.
L'appello riceve immediatamente numerosi consensi e così, il 23 ottobre del 1863 nel Castello del Valentino, Sella e una quarantina di soci fondano il Club Alpino che due anni dopo diverrà Club Alpino Italiano.
Dopo l'improvvisa e prematura morte del barone Ferdinando Perrone di S. Martino, primo presidente del Club Alpino Italiano nel luglio 1864, la Direzione del Club Alpino nomina all'unanimità Sella come Presidente che, a causa degli impegni politici, ricuserà la nomina, assunta dal fido Gastaldi. Sella la accetterà solo nel gennaio 1876 per tenerla fino alla morte. Già dalla fondazione del Club Alpino, lo statista biellese nutre il progetto di precedere gli inglesi sulla vetta del Cervino (4478 m), l'ultima grande montagna inviolata delle Alpi. 
A tale scopo, nel luglio 1864 convoca a Biella la guida valdostana Jean Antoine Carrel, ex bersagliere, per ingaggiarla. Tuttavia, i molteplici impegni di quell'estate impediscono al Sella di accogliere l'invito di Carrel che lo sollecita a raggiungerlo al Breuil per compiere l'ascensione.
Dopo anni di tentativi dalla cresta italiana del Breuil soprattutto ad opera di Carrel e degli inglesi Tyndall e Whymper, la conquista del Cervino avverrà a sorpresa, a metà luglio del 1865, dalla cresta svizzera dell'Hoernli, ad opera della cordata di Whymper. La vittoria costa però l'altissimo prezzo di quattro vittime. La cordata di Carrel, che opera agli ordini dell'ingegner Felice Giordano inviato da Quintino Sella, riesce finalmente ad espugnare la vetta tre giorni dopo dal più difficile versante italiano, piantando il tricolore.
A livello familiare il Sella ama dedicare i giorni delle vacanze estive a condurre in montagna figli e nipoti ragazzini, ai quali trasmette la sua passione, in particolare a partire dagli anni settanta.
Nell'agosto 1872 compie la traversata del Monte Rosa attraverso "parecchi colli alpini" e l'anno dopo ripete l'impresa con i figli maggiori Alessandro e Corradino. Con essi sale ancora il Lysjoch (4200 m) e il colle delle Loccie (3334 m) nel 1874, la Punta Dufour (4630 m) al Monte Rosa nel 1875, il Cervino nel 1877 e infine il Monte Bianco nel 1879: un'attività alpinistica di tutto rispetto per l'epoca. Dall'inizio degli anni Ottanta saranno gli stessi figli e nipoti di Quintino Sella a compiere ascensioni di rilievo europeo come la prima al Dente del Gigante (4013 m) nel 1882 e la prima invernale al Cervino (compiuta dal nipote Vittorio Sella nel marzo dello stesso anno) al Gran Paradiso, alle vette del Monte Rosa e al Monte Bianco dal versante italiano.
Dopo la morte di Quintino, il Club Alpino gli dedicherà diversi rifugi: il Rifugio Quintino Sella al Monviso, il Rifugio Quintino Sella sul versante Sud del Monte Bianco, il Rifugio Quintino Sella al Felik nel gruppo del Monte Rosa, il Rifugio Quintino Sella Sulle Dolomiti di Brenta vicino al Rifugio Tuckett, dedicatogli dalla Società alpinisti tridentini, allora ancora soggetta all'Austria, insieme alla Cima Sella.

## Opere
Opuscoli
- Sunto di una memoria sull'attrito dell'accademico Cav. Quintino Sella, letta all'Adunanza della classe di Scienze fisiche e matematiche il giorno 7 aprile alla Accademia Reale delle Scienze di Torino, Torino, Tipografia Eredi Botta, 1864
- Quadro delle forme cristalline dell'Argento Rosso, del Quarzo e del Calcare di Q. Sella (Estratto da una memoria sulle Forme Cristalline dell'Argento Rosso letta davanti alla R. Accademia delle Scienze di Torino li 10 febbraio 1856), Torino, Tipografia Paravia e Compagnia, 1856
- Studi sulla mineralogia sarda per Quintino Sella Ingegnere delle miniere, direttore del Gabinetto mineralogico del R. Istituto Tecnico di Torino, Torino, Stamperia Reale, 1856
- Sulla legge di connessione delle forme cristalline di una stessa sostanza per Q. Sella. (Estratto da una memoria Sulle Forme Cristalline dell'Argento Rosso letta alla Regia Accademia delle Scienze di Torino, li 10 febbraio 1856), Torino, Tipografia Paravia e Compagnia, 1856
- Elementare Degründung der Aronometrie, Freiberg, Buchhanblung, 1857
- Sulle forme cristalline del boro adamantino. seconda memoria. per Quintino Sella membro della R. Accademia delle Scienze, Torino, Stamperia Reale, 1857
- Sulle forme cristalline di alcuni sali di platino e del boro adamantino per Quintino Sella Membro della R. Accademia delle Scienze, Torino, Stamperia Reale, 1857
- Notizia storica dei lavori fatti dalla classe di Scienze Fisiche e Matematiche della Reale Accademia delle Scienze negli anni 1856-57 scritta dall'accademico professore Eugenio Sismonda segretario aggiunto di essa classe [..], Torino, Stamperia Reale, 1858
- Sulla savite di Q. Sella. Estratto dal Nuovo Cimento, Tomo VII, fasc.di Marzo 1858, 1858
- Discussioni del disegno di legge per la soppressione dell'Università di Sassari. Camera dei Deputati (12 giugno 1860), 1860
- Sui principi geometrici del disegno e specialmente dell'axonometrico. Lavoro dettato da Quintino Sella per le sue lezioni di Geometria applicata alle arti date in maggio e giugno 1856 al R. Istituto tecnico di Torino, Milano, Tipografia di Domenico Salvi e Comp, 1861
- Sulle forme cristalline di alcuni sali derivati dall'ammoniaca. Per Quintino Sella membro della Reale Accademia delle Scienze, Torino, Stamperia reale, 1861
- Una salita al Monviso Lettera di Quintino Sella a B. Gastaldi segretario della Scuola per gli Ingegneri, Torino, Tipografia dell'Opinione, 1863
- Discorso d'apertura del congresso dei naturalisti pronunziato dal presidente straordinario Comm. Quintino Sella nella tornata del 3 settembre 1864 in Biella. Dagli Atti della Società Italiana di scienze naturali, Milano, Tipografia Bernardoni, 1864
- Sulla costituzione geologica e sull'industria del biellese. Discorso inaugurale della prima riunione straordinaria della Società Italiana di Scienze Naturali in Biella, Biella, Tipografia Amosso, 1864
- Contabilità generale dello stato progetto di legge presentato dal ministro delle finanze Q. Sella del 19 dicembre 1865,1865
- Die Financielle Lage Italiens. Rede Finanz-Ministers herrn Sella, Köln, Dumont, 1865
- Die geometrischen principien des zeichnens, insbesondere die der axonometrie von Quintino Sella Koniglich Italienischem Finanzminister, Greifswald, C. A. Koch's Verlagsbuchhandlung, 1865
- Royaume d'Italie. Chambre des Députés. Discours sur la situation financière prononcé par M. Sella Ministre des Finances (Séance du 14 mars 1865), Firenze, Typographie de l'Italie, 1865
- Situation des finances italiennes. Discours prononcé le 13 décembre 1865 a la Chambre des Députés par M. Quintino Sella Ministre des Finances, Typographie de l'Italie, 1865
- Lezioni di cristallografia per Quintino Sella. Scuola di Applicazione degli Ingegneri in Torino, Torino, Litografia P. Briola, 1867
- Scuola di Applicazione degli Ingegneri In Torino. Lezioni di cristallografia per Quintino Sella, Torino, Litografia P. Briola, 1867
- Discorso del Deputato Quintino Sella vice-presidente onorario perpetuo della Società Generale di Mutuo Soccorso degli Operai di Biella nella Festa del XVII anniversario della medesima. 11 ottobre 1868, Biella, Tipografia e Litografia G. Amosso, 1868
- Relazione alla R. Accademia delle Scienze di Torino sulla memoria di Giovanni Struever intitolata Studii sulla mineralogia italiana. Pirite del Piemonte e dell'Elba, Torino, Stamperia Reale, 1869
- Sul combustibile italiano. Lettera del Commendatore Quintino Sella al Prof. Deputato P. Torrigiani e risposta del Dottore Luigi Battista al Professore Timoteo Riboli, Torino, Tipografia Letteraria, 1869
- Ueber den Zustand der Mineralindustrie auf der Insel Sardinien. Von. Q.Sella in Rom, Berlin, 1871, Bernstein
- Esposizione finanziaria fatta alla Camera dei deputati dal ministro delle finanze Quintino Sella nella Tornata del 12 dicembre 1871, Roma, Tipografia Eredi Botta, 1872
- Intorno ai provvedimenti finanziari. Discorso pronunciato alla Camera dei Deputati nella tornata del 18 marzo 1872 dal Ministro delle finanze Quintino Sella, Roma, Tipografia Eredi Botta, 1872
- Quintinus Sella Reverendissimo Ignatio de Doellinger Ludovico-Maximilianeae Universitatis Rectori magnifico salutem dicit, Roma, 1872
- Discours prononcé a la Chambre des députés par M. Quintino Sella Ministre des finances dans la Séance du 17 Mars 1873, Rome, Imprim, de l'Italie, 1873
- Sulla situazione delle finanze. Discorsi pronunziati alla Camera dei Deputati dal Ministro delle finanze Quintino Sella nelle tornate del 17 e 19 marzo 1873, Roma, Tipografia Eredi Botta, 1873
- Sulla tassa di macinazione dei cereali. Discorso pronunziato alla Camera dei Deputati nella tornata del 2 aprile 1873 dal Ministro delle Finanze Quintino Sella, Roma, Tipografia Eredi Botta, 1873
- Discorso pronunziato dall'onorevole Q. Sella all'apertura del VII Congresso del Club alpino. Estratto dall'OPINIONE nº 223 e 224, Roma, Tipografia dell'Opinione, 1874
- Camera dei Deputati. Discorso di Quintino Sella nelle Tornate del 26 e 27 giugno 1876 sulla convenzione di Basilea e sul trattato di Vienna pel riscatto delle ferrovie dell'Alta Italia, Roma, Tipografia Eredi Botta, 1876
- Discorso di Quintino Sella nel banchetto offertogli il 15 ottobre 1876 dagli elettori politici del Collegio di Cossato, Roma, Tipografia dell'Opinione, 1876
- Primi elementi di cristallografia per Quintino Sella. Lezioni fatte nel 1861- 62 alla Scuola d'Applicazione degli Ingegneri di Torino. Seconda Edizione, Torino, Stamperia Reale di Torino di G. B. Paravia, 1877
- Tassa sugli zuccheri. Discorsi del deputato Quintino Sella alla Camera dei Deputati 25, 26 e 27 maggio 1887, Roma, Tipografia Eredi Botta, 1877
- Sulla discussione del progetto di legge per modificazioni della legge sulla tassa del macinato. Discorso del deputato Quintino Sella pronunziato alla Camera dei deputati nella tornata del 6 luglio 1878, Roma, Tipografia Eredi Botta, 1878
- Camera dei deputati. Discussione del progetto di legge per costruzione di nuove linee di completamento della rete ferroviaria del Regno. Discorsi pronunziati dal deputato Quintino Sella nelle sedute del 21 e 23 giugno 1879. Linea Sotto-Alpina, Roma, Tipografia Eredi Botta, 1879
- Delle forme cristalline dell'Anglesite di Sardegna. Sunto della prima parte di una memoria di Quintino Sella. Reale Accademia dei Lincei Anno CCLXXVI (1878 - 1879), Roma, Salviucci, 1879
- Gastaldi Bartolomeo Cenno necrologico per Quintino Sella. Reale Accademia dei Lincei Anno CCLXXVI (1878 – 1879), Roma, Salviucci, 1879
- Codex Malabayla. Indices, 1880
- Discorso di Quintino Sella nel banchetto offertogli il 9 maggio 1880 in Mosso Santa Maria dagli elettori politici del collegio di Cossato, Biella, Tipografia e Litografia G. Amosso, 1880
- Reale Accademia dei Lincei. Quintino Sella Discorso inaugurale pronunziato nella seduta Reale del 19 dicembre 1880. Estratto dal Vol. V.º - Serie 3.a – Transunti, 1880
- Sulle presenti condizioni della pubblica finanza. Discorsi dell'On. Quintino Sella all'adunanza delle associazioni costituzionali delle province meridionali tenutasi a Napoli l'8 gennaio 1880 (resoconto stenografico), Napoli, Tipografia del Comm. Gennaro de Angelis e figlio, 1880
- Parole di Quintino Sella presidente del Club Alpino Italiano ai soci della Sezione di Napoli il 9 gennaio 1880, Napoli, R. Tipografia del Comm. Gennaro de Angelis e figlio, 1880
- Congrès Géologique International 2.me session - Bologne 1881 Discours de M. Q. Sella Président d'honneur à la séance d'ouverture, Bologna, Fava e Garagnani, 1881
- Sul concorso dello Stato nelle opere edilizie di Roma e sui provvedimenti a favore del Comune di Napoli. Discorsi del deputato Quintino Sella pronunziati alla Camera dei deputati nelle tornate delli 14, 17 e 21 marzo 1881, Roma, Tipografia Eredi Botta, 1881
- Sulle casse postali di risparmio. Lettera all'onorevole deputato Podestà. Estratto dalla Nuova Antologia 1º giugno 1881, Roma, Tipografia Barbèra, 1881
- Italia e Francia 1870. Secondo narrazioni di G.Lanza, Q.Sella, E.Ollivier e d'un uomo politico italiano, Parma, Stampato coi tipi di L. Battei, 1895
- Studi sulla minerologia sarda per Quintino Sella Ingegnere delle miniere, direttore del Gabinetto mineralogico del R. Istituto Tecnico di Torino, Torino, Stamperia Reale, 1908
- Sul modo di fare la carta geologica del Regno d'Italia. Relazione del Commendatore Quintino Sella. Al sig. Commendatore Cordova ministro di Agricoltura, Industria e Commercio, Vigliano Biellese, Tipografia Gariazzo M. & Figli, 1997

Volumi
- Royaume d'Italie. Chambre des Députés. Discours sur la situation financière prononcé par M. Sella Ministre des Finances (Séance du 14 mars 1865), Firenze, Typographie de l'Italie Memorie, Torino, 1856
- Relazione del ministro delle finanze (Quintino Sella) presentata alla Camera dei deputati nella tornata del 1º dicembre 1862, Torino, Stamperia Reale, 1862
- Progetto di legge e documenti presentati dal Ministro delle Finanze Quintino Sella nella tornata della Camera dei Deputati il 18 novembre 1862 per un'imposta sui redditi della ricchezza mobile, Torino, Tipografia Botta, 1863
- Sessione parlamentare del 1863. Tassa governativa e dazio comunale di consumo. Relazioni e discussioni alla Camera dei Deputati e testo del progetto di legge adottato nella seduta del 1º agosto 1863, Torino, Tipografia Botta, 1863
- Imposte fondiarie - Relazione con allegati presentata dal Ministro delle Finanze (Sella) alla Camera dei Deputati il 13 dicembre 1865, Firenze, Tipografia Botta, 1866
- Sull'amministrazione delle tasse sugli affari, sul demanio e sul lotto per l'anno 1864. Relazione presentata dal Ministro delle Finanze (Sella) alla Camera dei deputati, Firenze, Tipografia Eredi Botta, 1866
- Esposizione finanziaria fatta alla Camera dei deputati dal Ministro per le finanze Quintino Sella nelle Tornate del 10 e 11 marzo 1870, Firenze, Tipografia Eredi Botta, 1870
- Pandetta delle gabelle e dei diritti della Curia di Messina,Torino, Stamperia Reale, 1870
- Royaume d'Italie - Chambre des députés - Exposé de la situation financière fait par M. Quintino Sella. Séances des 10 et 11 mars 1870, Firenze, Typographie de l'Italie, 1870
- Camera dei deputati - Relazione del deputato Sella alla Commissione d'inchiesta sulle condizioni dell'industria mineraria in Sardegna, Firenze, Tipografia Eredi Botta, 1871
- Sulle condizioni dell'industria mineraria nell'isola di Sardegna. Relazione alla Commissione parlamentare d'inchiesta per Quintino Sella, Firenze, Tipografia Eredi Botta, 1871
- Codex Astensis qui de Malabayla communiter nuncupatur. Vol. II. Pars prima, secunda et tertia codicis, Roma, Salviucci, 1880
- Codex Astensis qui de Malabayla communiter nuncupatur. Vol. II. Vol. III. Vol. IV., Roma, Salviucci, 1880
- Codex Astensis qui de Malabayla communiter nuncupatur. Vol. III. Pars quarta et quinta codicis, Roma, Salviucci, 1880
- Codex Astensis qui de Malabayla communiter nuncupatur. Vol. IV. Appendix et indices locorum et hominum, Roma, Salviucci, 1880
- Teorica e pratica del regolo calcolatore. Seconda Edizione Italiana, Torino, Tipografia Paravia, 1886
- Codex astensis qui de Malabayla communiter nuncupatur Vol. I Del codice d'Asti detto Malabayla Memoria di Quintino Sella, Roma, Tipografia della Regia Accademia dei Lincei, 1887
- Del codice d'Asti Detto de Malabayla Memoria di Quintino Sella, Roma, Tipografia della Regia Accademia dei Lincei, 1887
- Discorsi parlamentari di Quintino Sella pubblicati dalla camera dei deputati, Roma, Tipografia Camera dei Deputati, 1889
- Sulle condizioni dell'industria mineraria nell'isola di Sardegna, (a cura di) Francesco Manconi, Ilisso, Nuoro, 1999 ISBN 88-85098-90-8